# (35815) 1999 JO48
1999 JO48 (asteroide 35815) é um asteroide da cintura principal. Possui uma excentricidade de 0.17368390 e uma inclinação de 4.16592º.
Este asteroide foi descoberto no dia 10 de maio de 1999 por LINEAR em Socorro.